# Bergen (Dakota Północna)
Bergen – miasto w Stanach Zjednoczonych, w stanie Dakota Północna, w hrabstwie McHenry.